# Andrea Garbarino
Andrea Camillo Garbarino (Milano, 6 ottobre 1948) è uno scrittore e giornalista italiano.

## Biografia
Ha studiato al Liceo francese Chateaubriand di Roma e si è laureato a pieni voti in Scienze politiche alla Sapienza di Roma, con una tesi sulle dinamiche salariali.
Nel 1973 si trasferisce a Milano, dove inizia un'attività di collaborazione con Epoca, Esquire, Harper's Bazaar, L''Europeo. Nel 1976, dal giorno della fondazione del quotidiano la Repubblica, entra, come collaboratore, nella redazione milanese del giornale. Dopo questa esperienza passa al periodico Il Mondo. Nel 1979 viene chiamato da Carlo Rognoni per ricoprire il ruolo di caposervizio a Panorama. È in questo periodo che pubblica il suo primo libro, una ricerca sull'accesso alla professione giornalistica, I praticanti giornalisti italiani (Sansoni), cui seguirà il saggio Sociologia del giornalismo (Eri).
Nel 1982 è vicedirettore di Capital, incarico che ricopre fino al 1985, quando costituisce il primo service editoriale italiano, che diventerà poi un'agenzia di comunicazione integrata, da cui esce nel 2000 per dedicarsi ai viaggi e alla narrativa. Il suo primo romanzo, Luz, è stato pubblicato nel 2006 da Marco Tropea Editore.

## Opere

### Narrativa
- Luz (romanzo), Milano, Tropea Editore, 2006, ISBN 88-438-0572-X
- Gli appartati (romanzo), Milano, Tropea Editore, 2010, ISBN 978-88-558-0133-1
- I giorni in fila (romanzo), Bologna, La Linea, 2013, ISBN 978-88-97462-44-6
- Le finestre sul confine (romanzo), Milano, Endemunde, 2016, ISBN 978-88-97950-27-1
- Zero (romanzo), Milano, Endemunde, 2019, ISBN 978-88-97950-33-2

### Saggistica
- I praticanti giornalisti. Indagine sociologica sulle nuove leve dell'informazione, Firenze, Sansoni, 1980
- Sociologia del giornalismo. Professione, organizzazione e produzione di notizie, Torino, ERI, 1985